# Ludwig der Strenge

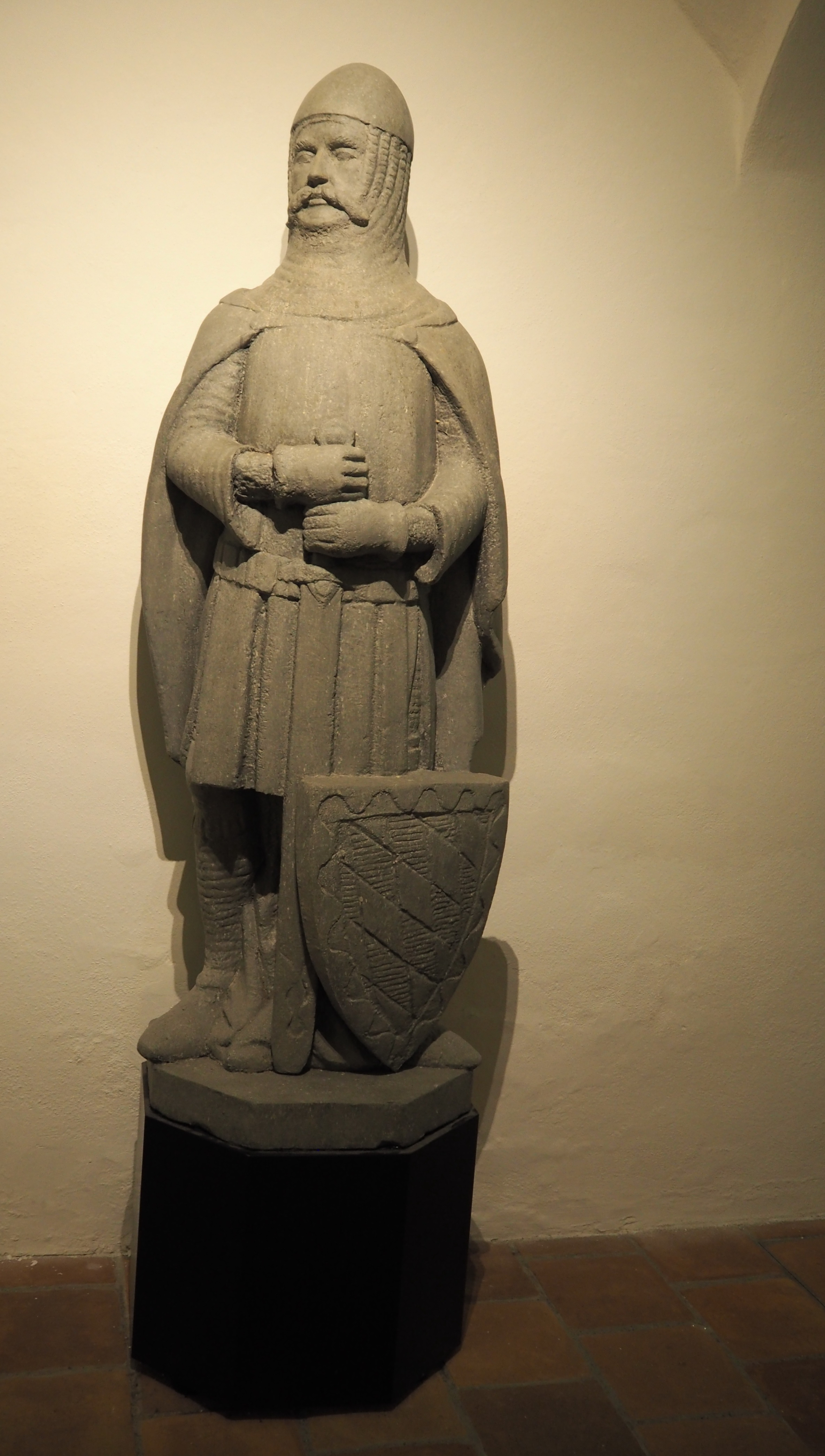
Steinbildnis von Ludwig dem Strengen in der Münchner Kaiserburg

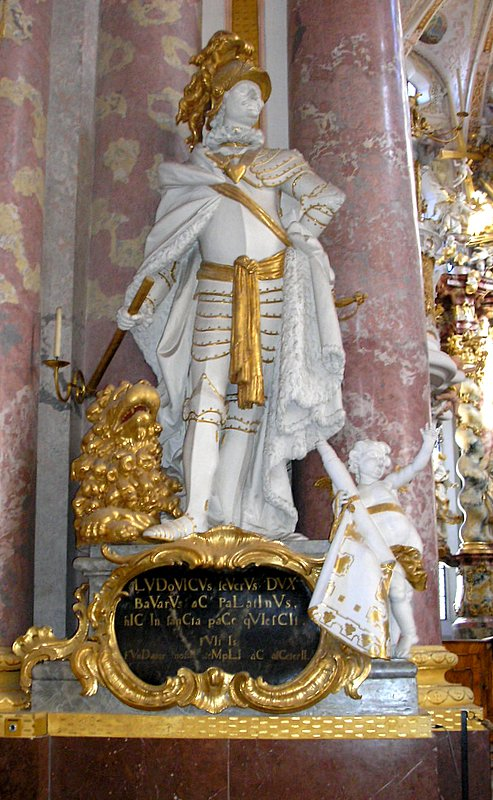
Herzog Ludwig der Strenge im Kloster Fürstenfeld (Roman Anton Boos, 1765/66)

Ludwig II., der Strenge (* 13. April 1229 in Heidelberg; † 2. Februar 1294 ebenda), aus dem Geschlecht der Wittelsbacher war von 1253 bis 1294 Herzog von Bayern und Pfalzgraf bei Rhein. Seit der Landesteilung von 1255 regierte er das Herzogtum Oberbayern, dazu die Pfalz. Seinen euphemistischen Beinamen verdankt Ludwig der von ihm befohlenen Hinrichtung seiner ersten Ehefrau. Er spielte in einer Zeit des Übergangs und des großen Interregnums viele Jahrzehnte lang eine wichtige Rolle als Kurfürst im Reich. München wurde unter seiner Herrschaft erstmals Residenzstadt, wo Ludwig im Alten Hof regierte. Daneben residierte er oft in Heidelberg.

## Leben

### Herkunft und frühe Jahre
Als ältester Sohn des Herzogs Otto II. und der Agnes von der Pfalz (1201–1267), einer Tochter der Agnes von Staufen, sammelte Ludwig schon in jungen Jahren Kriegserfahrungen, so 1246 mit König Konrad IV. gegen Heinrich Raspe und 1251 gegen Bischof Albert von Regensburg.
Nach dem Tod seines Vaters übernahm Ludwig II. im November 1253 gemeinsam mit seinem Bruder Heinrich XIII. die Regierung Bayerns und der Pfalz. Obwohl es gegen geltendes Reichsrecht verstieß, teilten sie 1255 das Land, formal eine Nutzteilung, faktisch aber eine Realteilung. Heinrich erhielt Niederbayern, Ludwig Oberbayern – wo er München zur Residenz machte – und die Pfalz. Bei den angeblichen Konflikten zwischen beiden handelte es sich eher um Streitigkeiten zwischen Gefolgsleuten beider Seiten.
Ludwigs Beiname „der Strenge“ rührt daher, dass er seine erste Ehefrau Maria von Brabant 1256 hinrichten ließ, weil er sie fälschlicherweise des Ehebruchs verdächtigte. Ursache der Angelegenheit war ein verwechselter bzw. falsch interpretierter Brief an den pfälzischen Ritter Raugraf Heinrich I. († 1261), den Bruder des Wormser Bischofs Eberhard I.; seine Grabplatte ist in der Klosterruine Rosenthal erhalten. Als Sühne für diese Tat stiftete Ludwig das Kloster Fürstenfeld (in Fürstenfeldbruck). Die Tat lastete in der Folge als Makel auf Ludwig, der auch für die Königswahlen nie in Betracht gezogen wurde. In zweiter Ehe war er mit Anna von Glogau (um 1240–1271) verheiratet.

### Herzog und Pfalzgraf

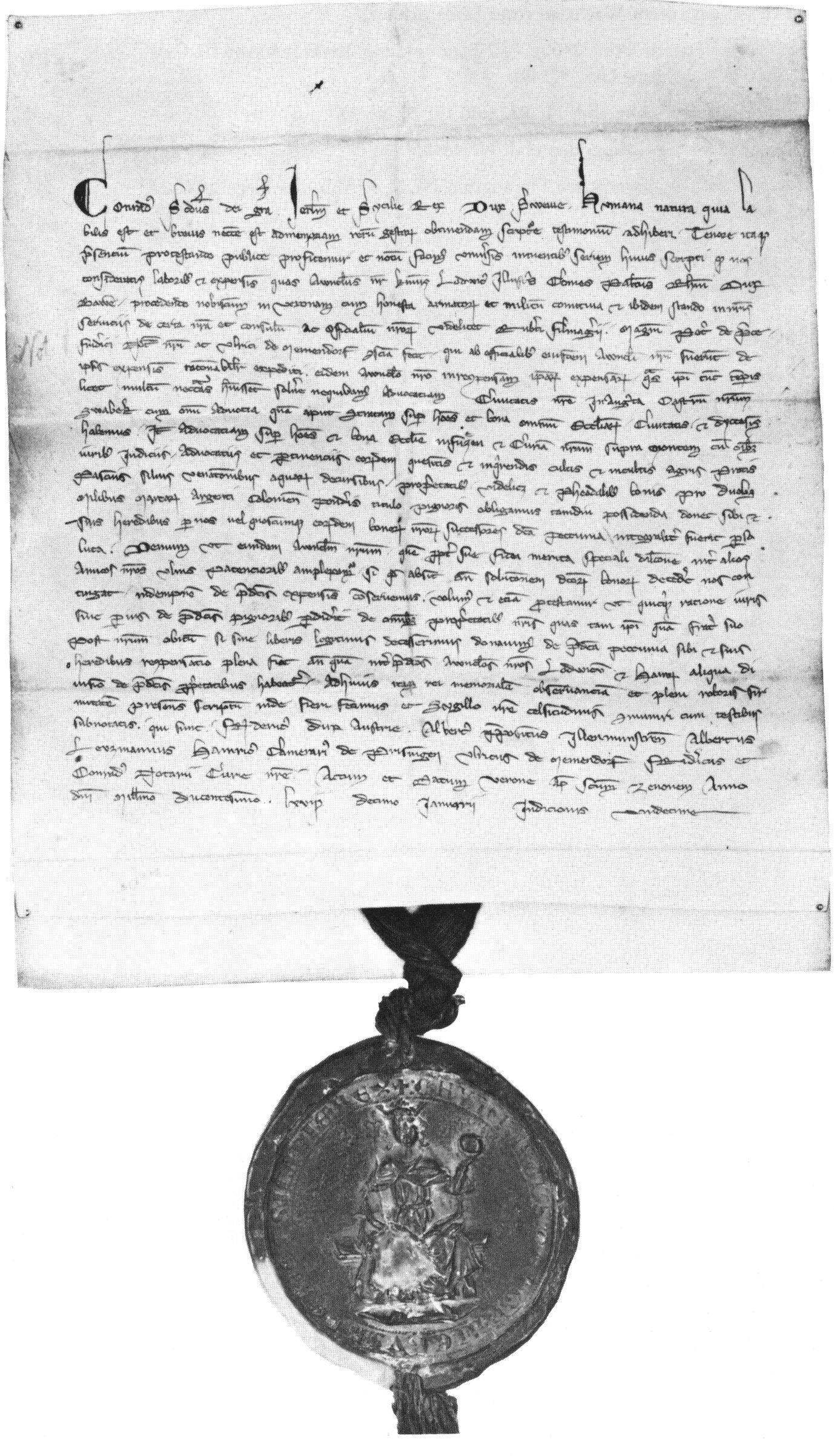
Urkunde Konradins für Ludwig den Strengen, am 10. Januar 1268 in Verona ausgestellt. München, Bayerisches Hauptstaatsarchiv, Kaiserselekt 821

Ludwig war Vormund seines Neffen Konradin, verschaffte diesem das Herzogtum Schwaben. Konradin erhielt das staufische Erbe nicht nur in Schwaben, sondern auch in Franken und im bayerischen Nordgau, das Ludwig für ihn verwaltete. Ludwig versuchte mehrmals Konradins Königswahl zu erreichen. Als er die Chancenlosigkeit seines Vorhabens erkannte, entschied er sich am 13. Januar 1257 nach finanziellen Zuwendungen für Richard von Cornwall, auch weil dieser den Anspruch des Staufersohns auf Sizilien weniger gefährdete als der Thronrivale Alfons von Kastilien. Als Richard in seiner englischen Heimat in Probleme verwickelt wurde und 1264 zudem in Gefangenschaft geriet, wurde Ludwig wieder zugunsten Konradins aktiv und begleitete ihn auch bei seinem Italienzug 1267 bis Verona. Er zog sich rechtzeitig zurück und wurde dadurch nicht in den Untergang des 1268 in Neapel hingerichteten Konradin verwickelt. Materiell profitierte er von dessen Tod, da Konradin ihn als Erben eingesetzt und in der Konradinischen Schenkung Besitzungen in der Oberpfalz, um Sulzbach, in Südwestbayern aber auch in Bayerisch-Schwaben abgetreten hatte. Eine Bestätigung dieser Erwerbungen erhielt Ludwig von Rudolf von Habsburg als Preis für seine Unterstützung bei der Königswahl von 1273. Darüber hinaus erhielt Ludwig, der mittlerweile wieder Witwer war, die Hand von Rudolfs Tochter Mathilde. Aufgrund dieser Verbindung wurde Ludwig ein Parteigänger der Habsburger, unterstützte seinen Schwager gegen den böhmischen König Ottokar II., erhielt 1276 dessen Kurwürde für Bayern und nahm 1278 an der Schlacht auf dem Marchfeld teil, in der Ottokar getötet wurde.
Nach dem Tod seines Schwiegervaters Rudolf von Habsburg im Jahre 1291 konnte Ludwig die Wahl seines Schwagers Albrecht von Habsburg gegen Adolf von Nassau zum König nicht durchsetzen, den er danach nur halbherzig unterstützte, da er weiter fest im Lager der Habsburger stand. Die Kurwürde der Pfalz konnte Ludwig zwar behaupten, die bayerische Kurwürde jedoch fiel schon 1289 an Böhmen zurück. Dies war jedoch in erster Linie gegen Ludwigs Bruder Heinrich gerichtet, der noch 1273 an der Wahl an Stelle Ottokars teilgenommen hatte.
Ludwig II. gewann erhebliche neue Besitzungen für sein Herzogtum hinzu – auch in der Pfalz – und baute die herzogliche Macht stark aus. Er widmete sich in seinen Landesteilen dem territorialen Aufbau und innerer Konsolidierung, betrieb neuen Besitzerwerb ebenso wie eine intensive Bündnis-, Lehens- und Landfriedenspolitik, weiterhin schuf er eine zentralisierte Verwaltung und einen festen Kreis von Ratgebern.
1290 traf Ludwig den Strengen ein schwerer Schicksalsschlag. Ludwig, sein ältester, noch kinderloser Sohn, erhielt auf einem Turnier in Nürnberg eine tödliche Wunde. Ludwig der Strenge selbst starb am 2. Februar 1294 in seiner pfälzischen Residenz in Heidelberg. Testamentarisch hatte er als Begräbnisort das von ihm gestiftete Kloster Fürstenfeld bestimmt. In der dortigen Kirche wurde er beigesetzt. Durch vielfältige Umbauten des Gotteshauses kennt man den genauen Platz seines Grabes heute nicht mehr, in der Kirche ist ihm jedoch eine barocke Gedenkstatue gewidmet.
Nachfolger wurde zunächst sein Sohn Rudolf I. aus seiner dritten Ehe mit Mathilde von Habsburg.
In der als Memoria des Hauses Wittelsbach errichteten Stiftskirche zu Neustadt an der Weinstraße besteht ein „Ewiges Meßgedenken“ für Herzog Ludwig den Strengen und mehrere seiner Nachkommen.

## Dynastische Bedeutung
Ludwig II. der Strenge herrschte als letzter Wittelsbacher während seiner gesamten Regierung bis 1294 sowohl über die Pfalz als auch in Bayern und ist der gemeinsame Stammvater beider Linien. Im Hausvertrag von Pavia 1329 wurden diese Länder unter den von seinen Söhnen Rudolf und Ludwig begründeten Linien aufgeteilt. 1340 starb andererseits die niederbayerische Linie seines Bruders Heinrich aus und wurde von seinem Sohn Ludwig beerbt. Alle Wittelsbacher seit 1340 sind daher Nachkommen Ludwigs des Strengen.

## Nachkommen

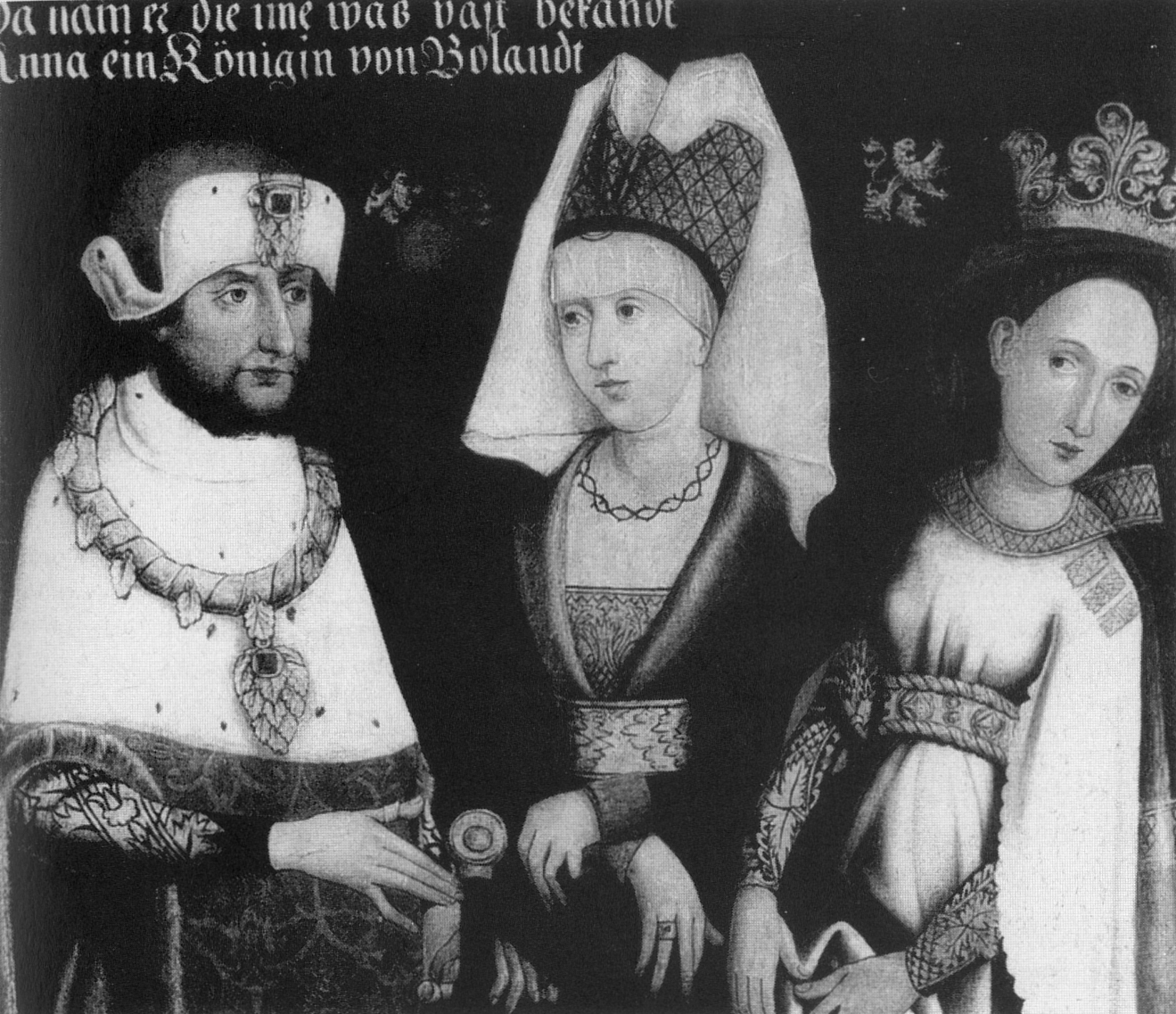
Ludwig der Strenge mit seinen ersten beiden Frauen Maria von Brabant (Mitte) und Anna von Schlesien-Glogau (rechts), 16. Jahrhundert

Herzog Ludwig II. heiratete am 2. August 1254 in Landshut die Herzogin Maria (1226–1256, hingerichtet), Tochter des Herzogs Heinrich II. von Brabant-Lothringen und seiner Gattin Maria von Schwaben. Die Ehe blieb kinderlos.
In zweiter Ehe heiratete Ludwig II. am 24. August 1260 in Heidelberg Anna (1240–1271), Tochter des Herzogs Konrad II. von Schlesien-Glogau und seiner Gattin Salome von Polen. Aus dieser Verbindung gingen drei Kinder hervor:
- Maria (* 1261), Nonne im Kloster Marienberg bei Boppard
- Agnes (1262–1269)
- Ludwig Elegans (1267–1290) ⚭ 1288 Isabella (1272–1335), Tochter des Herzogs Friedrich III. von Lothringen und seiner Gattin Margarete von Navarra

In dritter Ehe heiratete Ludwig II. am 24. Oktober 1273 in Aachen Mathilde von Habsburg (1253–1304), Tochter des römisch-deutschen Königs Rudolf I. und seiner Gattin Gertrud von Hohenberg. Aus dieser Verbindung gingen fünf Kinder hervor:
- Rudolf I. (1274–1319) ⚭ 1294 in Nürnberg Mechthild von Nassau  (1280–1323)
- Mechthild (Mathilde) (1275–1319) ⚭ 1288 in Ulm Herzog Otto II. von Braunschweig-Lüneburg (1266–1330)
- Agnes (1276–1340)
  1. ⚭ 1290 Landgraf Heinrich von Hessen (1264–1298)
  2. ⚭ 1298/99 Markgraf Heinrich I. von Brandenburg und Landsberg (1256–1318)
- Anna (* 1280), Nonne im Kloster Ulm
- Kaiser Ludwig IV. (1282–1347)
  1. ⚭ 1308 Beatrix von Schlesien-Schweidnitz (1290–1322)
  2. ⚭ 1324 in Köln Margarethe von Holland (1310–1356)